# Volby do Zastupitelstva města Liberce 2022
Volby do Zastupitelstva města Liberce 2022 se uskutečnily v pátek a sobotu 23., respektive 24. září 2022. Hlasování proběhlo v rámci celostátních komunálních voleb a společně s volbami do Senátu.

## Pozadí
Předchozí komunální volby v roce 2018 jasně vyhrálo hnutí Starostové pro Liberecký kraj (SLK), podporované kandidáty TOP 09 a KDU-ČSL, a to s 32 % hlasů. Koalici následně SLK sestavili s hnutím ANO 2011 a ODS, primátorem se stal Jaroslav Zámečník za Starosty.

## Strany a hnutí
| Subjekt                       | Subjekt              | Subjekt                                                   | Subjekt                            | Subjekt                            | Lídr              | Volby 2018 | Volby 2018 |
| Subjekt                       | Subjekt              | Subjekt                                                   | Subjekt                            | Subjekt                            | Lídr              | Hlasy      | Mandáty    |
| ----------------------------- | -------------------- | --------------------------------------------------------- | ---------------------------------- | ---------------------------------- | ----------------- | ---------- | ---------- |
|                               | SLK+ TOP 09+ KDU-ČSL | Starostové pro Liberecký kraj společně s TOP 09 a KDU-ČSL |                                    | Starostové pro Liberecký kraj      | Jaroslav Zámečník | 32.1%      | 12/39      |
|                               | SLK+ TOP 09+ KDU-ČSL | Starostové pro Liberecký kraj společně s TOP 09 a KDU-ČSL | TOP 09                             | 2/39                               | Jaroslav Zámečník | 32.1%      |            |
|                               | SLK+ TOP 09+ KDU-ČSL | Starostové pro Liberecký kraj společně s TOP 09 a KDU-ČSL | KDU-ČSL                            | 2/39                               | Jaroslav Zámečník | 32.1%      |            |
|                               | ANO                  | ANO 2011                                                  | ANO 2011                           | ANO 2011                           | Šárka Prachařová  | 21.4%      | 11/39      |
|                               | ODS+ USZ             | ODS společně se Sportovci                                 |                                    | Občanská demokratická strana       | Petr Židek        | 8.4%       | 4/39       |
|                               | ODS+ USZ             | ODS společně se Sportovci                                 | Unie pro sport a zdraví            | 4.3%                               | Petr Židek        | 0/39       |            |
|                               | LOL/Zelení           | Liberec otevřený lidem                                    | Liberec otevřený lidem             | Liberec otevřený lidem             | Jaromír Baxa      | 5.3%       | 2/39       |
|                               | SPD                  | Svoboda a přímá demokracie                                | Svoboda a přímá demokracie         | Svoboda a přímá demokracie         | Svatopluk Holata  | 4.6%       | 0/39       |
|                               | KSČM+NK              | KSČM a Podještědská levice                                | KSČM a Podještědská levice         | KSČM a Podještědská levice         | Josef Vondruška   | 3.0%       | 0/39       |
|                               | ČSSD                 | Česká strana sociálně demokratická                        | Česká strana sociálně demokratická | Česká strana sociálně demokratická | Ivan Hrbek        | 2.1%       | 0/39       |
|                               | Piráti               | Česká pirátská strana                                     | Česká pirátská strana              | Česká pirátská strana              | Jan Hruška        | -          | 0/39       |
|                               | Trikolora +Soukr.    | Trikolora a Soukromníci                                   |                                    | Trikolora                          | Zuzana Spudichová | -          | 0/39       |
|                               | Trikolora +Soukr.    | Trikolora a Soukromníci                                   | Soukromníci                        | -                                  | Zuzana Spudichová | 0/39       |            |
|                               | PRO 2022             | Právo Respekt Odbornost                                   | Právo Respekt Odbornost            | Právo Respekt Odbornost            | Michal Berka      | -          | 0/39       |
| Zdroj: Český statistický úřad |                      |                                                           |                                    |                                    |                   |            |            |

## Celkové výsledky
|                        |                                                           |           |       |         |         |
| Strana                 | Strana                                                    | Hlasy     | Hlasy | Mandáty | Mandáty |
| Strana                 | Strana                                                    | Abs.      | %     | Abs.    | ±       |
|                        | Starostové pro Liberecký kraj společně s TOP 09 a KDU-ČSL | 322 171   | 28,2  | 12      | -4      |
|                        | ANO 2011                                                  | 299 460   | 26,2  | 11      | ±0      |
|                        | Liberec otevřený lidem                                    | 152 217   | 13,3  | 6       | +4      |
|                        | Svoboda a přímá demokracie                                | 114 330   | 10,0  | 4       | +4      |
|                        | ODS společně se Sportovci                                 | 111 767   | 9,8   | 4       | ±0      |
|                        | Česká pirátská strana                                     | 72 200    | 6,3   | 2       | +2      |
|                        | Právo Respekt Odbornost                                   | 21 749    | 1,9   | 0       | ±0      |
|                        | Trikolora a Soukromníci                                   | 19 508    | 1,7   | 0       | ±0      |
|                        | KSČM a Podještědská levice                                | 14 449    | 1,3   | 0       | ±0      |
|                        | Česká strana sociálně demokratická                        | 14 063    | 1,2   | 0       | ±0      |
| Celkem                 | Celkem                                                    | 1 141 904 | 100   | 39      | –       |
| Odevzdané obálky       | Odevzdané obálky                                          | 31 881    | 100   | –       | –       |
| Voliči v seznamu/účast | Voliči v seznamu/účast                                    | 78 200    | 40,9  | –       | –       |
| Zdroj:                 |                                                           |           |       |         |         |